# Ronnia Fornstedt
Ronnia Stephanie Fornstedt (Södertälje, 25 dicembre 1990) è una modella svedese, incoronata Miss Universo Svezia 2011, l'11 giugno 2011, presso il Berns Salonger di Stoccolma. È alta un metro e settantanove.
In quanto vincitrice del titolo di Miss Universo Svezia, la Fornstedt ha ottenuto la possibilità di rappresentare la Svezia al concorso internazionale Miss Universo 2011, il 12 settembre 2011 a São Paulo, Brasile.
Prima del concorso, la Fornstedt è stata personalmente invitata da Louise Camuto, ex Miss Svezia e finalista di Miss Universo a visitare il suo showroom a New York, dove ha ricevuto gli abiti da indossare al concorso. Durante il concorso Ronnia Fornstedt è stata insignita del titolo di Miss Photogenic.